# Niamey
Niamey je glavni i najveći grad u zapadnoafričkoj državi Niger. Grad leži na rijeci Niger. To je administrativno, kulturno i gospodarsko središte države. Niamey prema procjenama iz 2006. godine ima 774.235 stanovnika, no sada se predviđa da je ta brojka puno veća.

## Povijest
Niamey je osnovan vjerojatno u 18. stoljeću, ali je naselje bilo od male važnosti sve do uspostave francuske kolonijalne vlasti 1890. godine. Od tada je brzo narastao u važan centar. Godine 1926. postao je glavni grad Nigera, te se broj stanovništva postupno povećao od oko 3.000 1930. na oko 30.000 1960. godine. U razdoblju od 1970. do 1988. gospodarstvo Nigera je ostvarilo porast napose zbog prihoda od rudnika uranija u Arlitu. U tom razdoblju broj stanovnika u Niameyu je porastao sa 108.000 na 398.365 stanovnika.
Prema nekim procjenama broj stanovnika od 800.000 grad je dosegao 2000. Godine 2011. vlada procjenjuje ukupnu urbanu populaciju na preko 1,5 milijuna stanovnika. Glavni uzrok povećanja je u migracijama zbog posla, ali i zbog velikih suša koje pogađaju Niger. Niamey ima i visok natalitet, pa zbog toka veliki dio gradskog stanovništva čine mladi.

## Gospodarstvo
Značajno je trgovačko središte s prehrambenom i tekstilnom industrijom, te proizvodnjom lončarstva i građevnog materijala. Prometno je čvorište transsaharskom cestom preko Gaoa (Mali) povezano s gradom Alžirom. Tu je međunarodna zračna luka Diori Hamani.

## Šport
- Olympic FC de Niamey, nogometni klub
- Sahel SC, nogometni klub

## Vanjske poveznice
|  | Zajednički poslužitelj ima još gradiva o temi Niamey |